# Русская старина

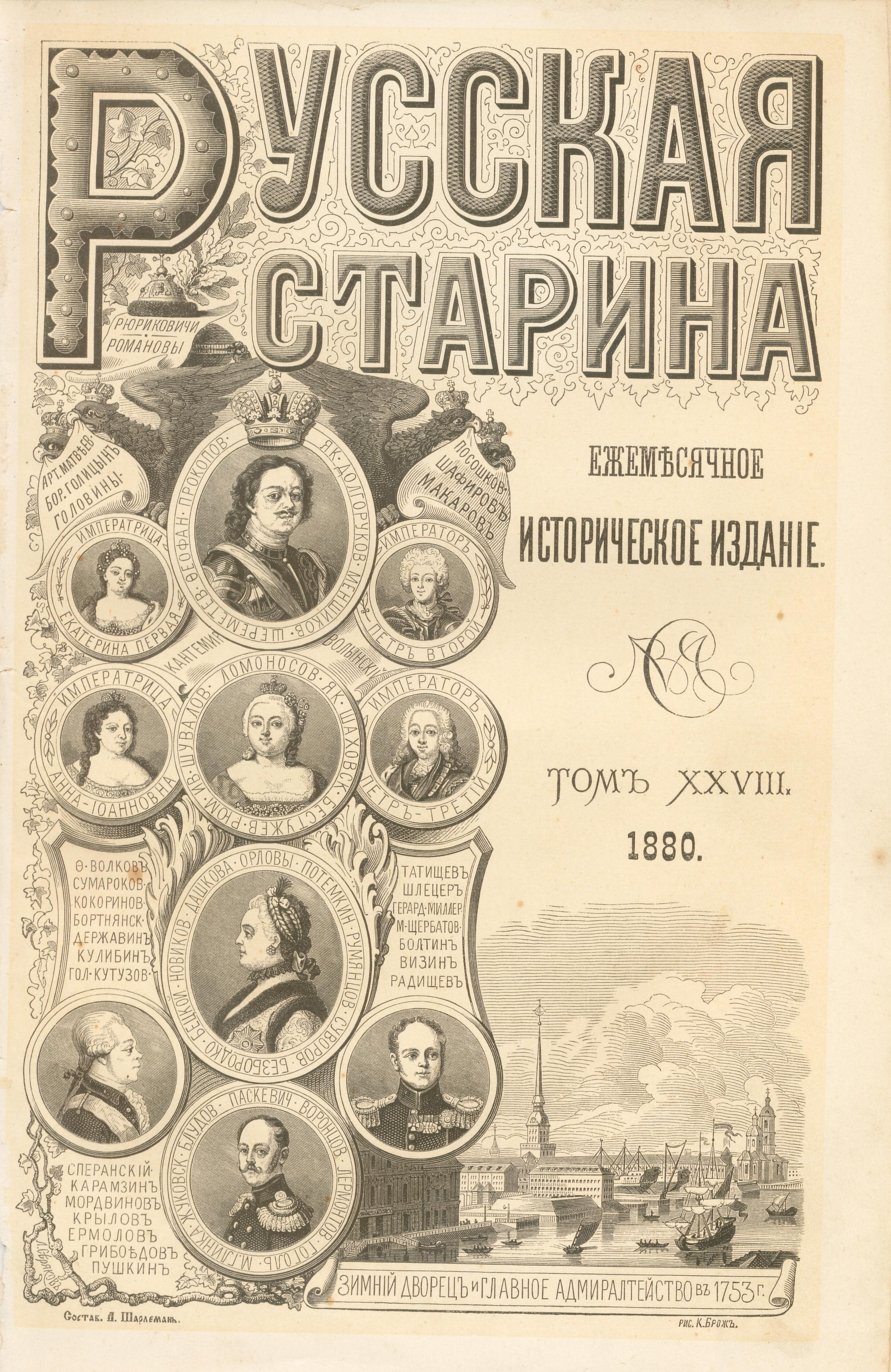
«Русская старина». Титульний аркуш (1880)

«Ру́сская стари́на» — щомісячне історичне видання; засновано у Санкт-Петербурзі 1870 року Михайлом Семевським, але спершу (майже до кінця 1877 року), з міркувань службового характеру, воно не могло виходити під іменем свого засновника й керівника та з'являлося за підписом Семевського. Закрито 1918 року.

## Журнал за Семевського
На межі XIX та XX століть виходила ціла низка історичних періодичних видань: «Русский архив» та «Исторический вестник», «Киевская старина» та «Вестник всемирной истории», трохи згодом «Былое», «Голос минувшего», «Старые годы» тощо. Журнали такого профілю спеціалізувались на публікації першоджерел, безпосередніх «сирих» матеріалів, яких до 1870-их років накопичилась величезна кількість.
Одним із найяскравіших журналів була «Русская старина». Основною метою журналу було служити розробці російської історії новітнього часу, починаючи з Петра I. Іноді, втім, у ньому публікувались й оригінальні дослідження з історії допетровської Русі. Як зазначалось у програмному оголошенні, мета «Русской старины» буде полягати «в ознайомленні її читачів з „імператорським“ періодом вітчизняної історії та історії російської літератури».
Особливе значення надавалось запискам, спогадам, щоденникам, автобіографіям тощо. Зміст «Русской старины» за Семевського відзначався різноманітністю. Він підбирав матеріали, які не перевидавались, не пропускались раніше цензурою, прагнув до повного й точного відтворення текстів. Внутрішня структура не мала чіткої регламентації, визначалась жанровими розділами.

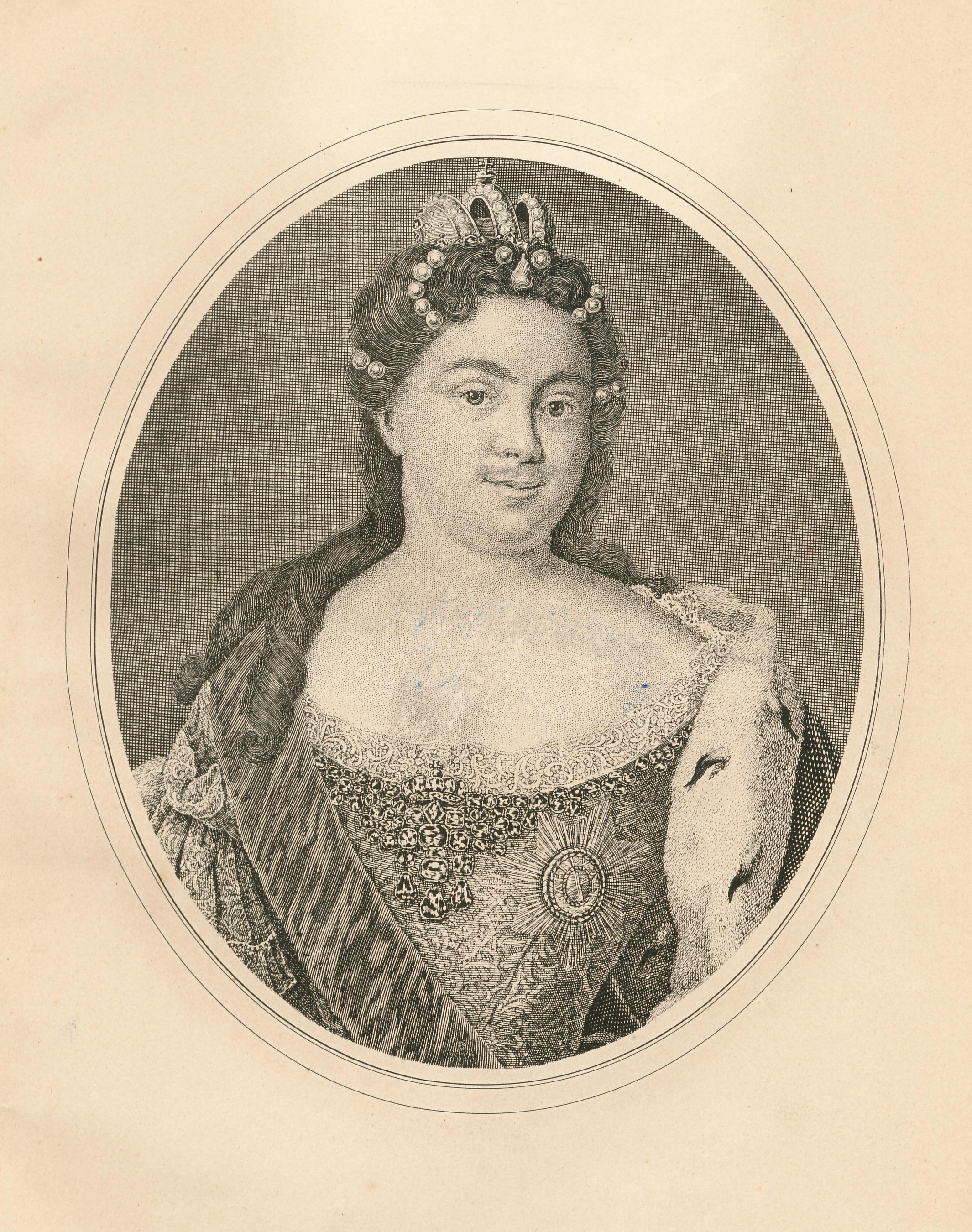
Портрет Катерини I в журналі 1879 року

Співробітниками журналу були відомі історики й історики літератури: Василь Більбасов, Іван Забєлін, Микола Костомаров, Дмитро Іловайський. У перший же рік існування журналу відомий письменник і поет Михайло Лонгінов (тоді перебував на посаді орловського губернатора) опублікував цілу серію історичних статей під заголовком «рос. Биографические сведения о некоторых русских писателях XVIII века», де оприлюднив свої раніше невідомі знахідки. Розмаїття матеріалів забезпечило журналу широку аудиторію. На другий рік видання (1871) кількість читачів сягала 3500; у подальші роки їхня кількість збільшувалась і навіть сягала 6000; в середньому журнал щороку журнал розходився накладом у 5000 примірників; тим не менше й за такого поширення він не давав прибутку, оскільки видавець постійно турбувався про придбання нових матеріалів, поповнення архіву й покращення журналу. Обсяг журналу, проти первинного, збільшився майже втричі.

## Редактори «Русской Старины»
Засновник і перший редактор — Михайло Семевський. Після нього редакторами були: тимчасово Лоцинський, потім Шильдер, Дубровін.

## Найкращі опубліковані матеріали
- записки Андрія Болотова, що змальовують побут великоруського дворянства у XVIII столітті (1870–1873, 1889, 1895);
- записки Михайла Грановського, що змальовують двір і уряд часів Катерини II (1876);
- записки Олександра Тургенєва про ту саму добу та про царювання Павла Петровича (1885–1887, 1889, 1895);
- записки сенатора Павла Руніча про пугачівщину (1870);
- записки Семена Порошина, вихователя великого князя Павла Петровича (1881);
- записки сподвижника імператора Олександра I, адмірала Павла Чичагова (1883, 1886—88);
- записки начальника таємної поліції при імператорі Олександрі I, Якова Де-Санглена (1882—83);
- записки Гаврила Добриніна про побут російського духовенства (1880, 1882, 1884, 1888, 1892, 1894–1895);
- спогади Петра Дарагана, камер-пажа великої княгині Олександри Феодорівни, про придворний побут 1817–1820 років (1875);
- щоденник Вільгельма Кюхельбекера (1875, 1883–1884, 1891);
- автобіографія Миколи Мурзакевича (1887–1889);
- записки Михайла Бестужева про декабристів (1870, 1881);
- записки з цієї ж теми Олександра Бєляєва (1880—81,1884—86), Дмитра Завалишина (1881—82), Матвія Муравйова-Апостола (1886), Парасковії Анненкової (1888);
- записки Івана Жиркевича про стан адміністрації наприкінці царювання Олександра I й на початку царювання Миколи I (1890);
- записки сенатора Якова Соловйова про селянську реформу (1880–1884);
- спогади Тетяни Пассек про російське суспільство 1810—62 років (1872–1873, 1876–1879, 1882, 1886–1887).

Значним внеском були записки і щоденник Олександра Никитенка (1888–1892), а також записки Миколи Пирогова (1884–1885, 1887).
До історії мистецтва належать записки Михайла Глинки (1870), спогади Антона Рубінштейна (1889) й відомого архітектора Олександра Вітберга (1872), автобіографії Івана Пожалостіна (1881) й Лаврентія Серякова (1875), записки Івана Айвазовського (1878, 1881), Федора Йордана (1891), Федора Солнцева (1876), спогади Василя Самойлова (1875), Петра Каратигіна (1872—77, 1879), Леоніда Леонідова (1886, 1888), записки Любові Нікуліної-Косицької (1878) тощо.
На сторінках «Русской старины» з'являлись думи, послання, епіграми Кіндратія Рилєєва, байки Івана Крилова, Івана Хемніцера, Олександра Ізмайлова, вірші графа Олексія Толстого, Костянтина Романова, Якова Княжніна, Акіма Нахімова, Костянтина Батюшкова, барона Антона Дельвіга, Михайла Розенгейма, Василя Жуковського, Михайла Лермонтова, Олександра Одоєвського, Вільгельма Кюхельбекера, Євгена Баратинського, знову знайдені строфи з «Євгенія Онєгіна» й уривки з «Мертвих душ».
Друкувались також автобіографії й листування російських письменників під редакцією Петра Єфремова. Статті й дослідження з питань новітньої російської історії належать самому Семевському, Більбасову, Брікнеру, князю Голіцину, Іловайському, Карцову, барону Корфу, Костомарову, Ореусу, Петрову, Шильдеру та іншим вченим.

## Перевидання
Повний комплект журналу було вперше перевидано 2008 року в Санкт-Петербурзі силами видавництва «Альфарет». Експертами було спеціально підібрано папір, що максимально точно відтворює обкладинки, титульні аркуші, внутрішній блок журналу.
Журнали зберегли оригінальний формат 150×240 мм. Наклад склав 100 примірників.